# Wanna Marchi Show
(Intercalare gridato da Wanna Marchi durante lo show, per persuadere il pubblico all'acquisto dei prodotti pubblicizzati)
Il Wanna Marchi Show è stato un programma televisivo italiano trasmesso per dieci anni, dal 1983 al 1993, dall'emittente nazionale Rete A. La trasmissione, che al suo interno proponeva le televendite di Wanna Marchi e dei figli Maurizio Nobile e Stefania Nobile, andava in onda ogni sera, dal lunedì al venerdì, alle 23.
La trasmissione attirò l'attenzione del pubblico e degli studiosi di mass media a causa delle capacità comunicative della conduttrice, che divenne un volto noto del piccolo schermo.

## La trasmissione
La trasmissione è nata nel 1983 insieme a Accendi un'amica, e con quest'altro contenitore ha composto lo scheletro del palinsesto di Rete A, emittente dell'editore Alberto Peruzzo, per tutti gli anni ottanta e i primi novanta. Al contrario del contenitore giornaliero, tuttavia, in questo caso l'intero spazio della trasmissione era gestito da Wanna Marchi, televenditrice simbolo di quegli anni, che proponeva al pubblico i prodotti più disparati e con presunte proprietà miracolose, dalle erbe aromatiche per curare l'insonnia alle creme dimagranti, passando per le lozioni per la ricrescita dei capelli. Ad accompagnare la Marchi durante le varie puntate erano presenti anche i figli Stefania Nobile e Maurizio Nobile.
La trasmissione ottenne una vasta notorietà soprattutto per le doti comunicative della conduttrice, che durante le sue televendite parlava con un tono di voce alto e stridulo, utilizzava una gestualità diretta ed incisiva e pronunciava spesso arringhe sociali o frasi ad effetto, dirette e particolarmente dure, a volte utilizzando anche insulti; anche la mimica fu analizzata dagli studiosi di mass media, che incentrarono la loro attenzione sul modo in cui la Marchi utilizzava le telecamere, utilizzando una forte teatralità pur di attirare l'attenzione del pubblico.
L'attenzione verso il personaggio attirò così anche l'interesse di RAI, Fininvest e Telemontecarlo, che invitarono spesso Wanna Marchi nelle loro trasmissioni; la Marchi, sull'onda del successo, pubblicò anche un 45 giri intitolato D'accordo?!?, una delle frasi che urlava più frequentemente durante la trasmissione.
Il programma ha cavalcato il successo delle neonate televisioni private e la scarsa regolarizzazione degli spazi pubblicitari all'interno delle emittenti televisive; in seguito all'introduzione delle norme che regolamentavano la presenza di messaggi promozionali all'interno di trasmissioni televisive, il contenitore è stato chiuso e sostituito da più semplici televendite.